# Су-Фоллс
Су-Фоллс, Су-Фолс (англ. Sioux Falls) — місто (англ. city) у США, в округах Міннігага і Лінкольн найбільше місто штату Південна Дакота. Населення — 192 517 осіб (2020).

## Географія
Су-Фоллс розташований на крайньому сході штату, за 15 миль на захід від Міннесоти та за 8 миль на північний захід від Айови.
Су-Фоллс розташований за координатами 43°32′18″ пн. ш. 96°43′55″ зх. д. / 43.53833° пн. ш. 96.73194° зх. д. (43.538335, -96.731998). За даними Бюро перепису населення США в 2010 році місто мало площу 190,30 км², з яких 188,98 км² — суходіл та 1,32 км² — водойми. В 2017 році площа становила 201,03 км², з яких 199,67 км² — суходіл та 1,36 км² — водойми.

### Клімат
| Клімат : Су-Фоллс                          | Клімат : Су-Фоллс | Клімат : Су-Фоллс | Клімат : Су-Фоллс | Клімат : Су-Фоллс | Клімат : Су-Фоллс | Клімат : Су-Фоллс | Клімат : Су-Фоллс | Клімат : Су-Фоллс | Клімат : Су-Фоллс | Клімат : Су-Фоллс | Клімат : Су-Фоллс | Клімат : Су-Фоллс | Клімат : Су-Фоллс |
| Показник                                   | Січ.              | Лют.              | Бер.              | Квіт.             | Трав.             | Черв.             | Лип.              | Серп.             | Вер.              | Жовт.             | Лист.             | Груд.             | Рік               |
| Абсолютний максимум, °C                    | 18,9              | 21,1              | 31,1              | 36,7              | 40,0              | 43,3              | 43,3              | 42,8              | 40,0              | 34,4              | 27,2              | 17,2              | 43,3              |
| Середній максимум, °C                      | −3,1              | −0,4              | 6,2               | 14,7              | 21,0              | 26,2              | 28,9              | 27,6              | 22,9              | 15,3              | 5,8               | −1,9              | 13,7              |
| Середній мінімум, °C                       | −13,9             | −11,3             | −5,2              | 1,3               | 7,9               | 13,6              | 16,6              | 15,3              | 9,6               | 2,3               | −5,2              | −12,3             | 1,6               |
| Абсолютний мінімум, °C                     | −38,9             | −41,1             | −30,6             | −15,6             | −8,3              | 0,0               | 1,1               | 1,1               | −10,6             | −20,6             | −27,2             | −35               | −41,1             |
| Середня кількість сонячних годин на місяць | 186               | 170               | 217               | 240               | 279               | 330               | 341               | 310               | 240               | 217               | 150               | 124               | 2804              |
| Норма опадів, мм                           | 14                | 15                | 44                | 76                | 86                | 100               | 78                | 77                | 70                | 55                | 35                | 18                | 669               |
| Днів з опадами                             | 6,6               | 6,6               | 8,7               | 10,5              | 11,8              | 11,5              | 9,8               | 9,1               | 8,7               | 7,9               | 7,2               | 6,9               | 105,2             |
| Днів зі снігом                             | 7,2               | 6,2               | 5,3               | 2,4               | 0,5               | 0                 | 0                 | 0                 | 0                 | 0,8               | 4,1               | 7,0               | 32,9              |
| ------------------------------------------ | ----------------- | ----------------- | ----------------- | ----------------- | ----------------- | ----------------- | ----------------- | ----------------- | ----------------- | ----------------- | ----------------- | ----------------- | ----------------- |
| Джерело: NOAA, WRCC (average extremes)     |                   |                   |                   |                   |                   |                   |                   |                   |                   |                   |                   |                   |                   |

## Демографія

### Перепис 2010
Згідно з переписом 2010 року, у місті мешкало 153 888 осіб у 61 707 домогосподарствах у складі 37 462 родин. Густота населення становила 809 осіб/км². Було 66283 помешкання (348/км²).
Расовий склад населення:
| - 86,8 % — білих - 4,2 % — чорних або афроамериканців - 2,7 % — корінних американців - 1,8 % — азіатів - 0,1 % — вихідців з тихоокеанських островів - 2,0 % — осіб інших рас |

До двох чи більше рас належало 2,5 %. Частка іспаномовних становила 4,4 % від усіх жителів.
За віковим діапазоном населення розподілялося таким чином: 24,6 % — особи молодші 18 років, 64,5 % — особи у віці 18—64 років, 10,9 % — особи у віці 65 років та старші. Медіана віку мешканця становила 33,6 року. На 100 осіб жіночої статі у місті припадало 98,3 чоловіків; на 100 жінок у віці від 18 років та старших — 96,2 чоловіків також старших 18 років.
Середній дохід на одне домашнє господарство становив 69 232 долари США (медіана — 52 494), а середній дохід на одну сім'ю — 84 595 доларів (медіана — 68 785). Медіана доходів становила 41 445 доларів для чоловіків та 34 094 долари для жінок. За межею бідності перебувало 12,1 % осіб, у тому числі 17,1 % дітей у віці до 18 років та 8,1 % осіб у віці 65 років та старших.
Цивільне працевлаштоване населення становило 90 417 осіб. Основні галузі зайнятості: освіта, охорона здоров'я та соціальна допомога — 25,6 %, роздрібна торгівля — 12,6 %, фінанси, страхування та нерухомість — 11,8 %.

### Перепис 2000
За даними на 2000 рік населення становило 123 975 людей, у той час як на 2005 рік воно становить уже близько 190 тис. осіб. Расовий склад міста за даними останнього перепису:
| 91,90 % | Білі                           |
| 1,80 %  | Чорні                          |
| 2,12 %  | індіанці                       |
| 1,19 %  | Азіати                         |
| 0,05 %  | Жителі тихоокеанських островів |
| 1,23 %  | Інші раси                      |
| 1,71 %  | Змішані раси                   |
| 2,49 %  | Латиноамериканці               |

Річний дохід на душу населення становить у середньому $21 374.

## Освіта

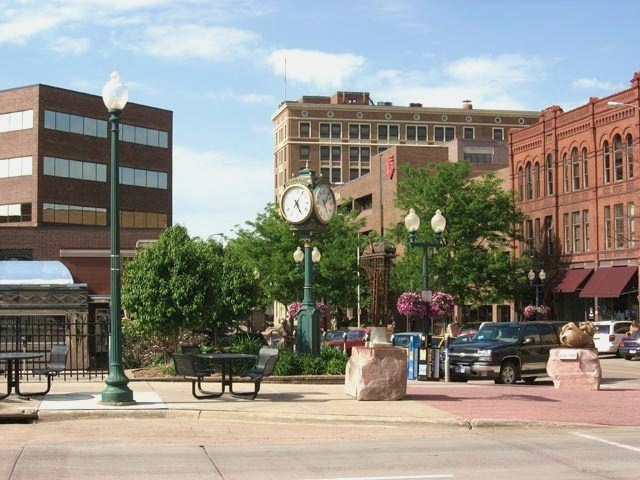

У Су-Фолсі розташовані такі коледжі та університети:
- Augustana College,
- Southeast Technical Institute,
- University of Sioux Falls

## Міста-побратими
- Потсдам

## Песоналії
- Дже́ньюарі Кри́стін Джонс (* 1978) — американська актриса та фотомодель.